# Licaria pachycarpa
Licaria pachycarpa är en lagerväxtart som först beskrevs av Carl Daniel Friedrich Meisner, och fick sitt nu gällande namn av André Joseph Guillaume Henri Kostermans. Licaria pachycarpa ingår i släktet Licaria och familjen lagerväxter. Inga underarter finns listade i Catalogue of Life.